# Rapido Bus
Rapido Bus was een netwerk van HOV-snelbuslijnen in Waals-Brabant die in 2020 opgegaan zijn in het overkoepelende Waalse netwerk TEC Express. Het netwerk werd geëxploiteerd door de TEC, entiteit "Waals-Brabant", samen met de buspachters Ets. Picavet et Cie en Autobus Naway, die in opdracht van TEC reden. Rapido Bus kende anno 2019 zes lijnen, die alleen doordeweeks reden. De prijzen voor het gebruik van de lijnen waren gelijk aan andere lijnen van TEC. Het netwerk werd in 1997 voor het eerst geïntroduceerd en was bedoeld om plaatsen die geen directe onderlinge spoorverbinding hebben tijdens piekmomenten met elkaar te verbinden.
Tot en met 2019 werden de lijnen ook bereden door bussen van buspachter Ets. Fr. Cardona et Deltenre. Sinds het verlopen van de contracten en het ingaan van nieuwe contracten in 2019 heeft Autobus Naway de diensten overgenomen. Op 1 oktober 2020 werd in Wallonië een nieuw concept HOV-lijnen geïntroduceerd en verdwenen de namen Conforto en Rapido Bus uit het straatbeeld.

## Wagenpark
Rapido Bus werd integraal gereden door busmaterieel dat gebouwd is voor streekvervoer op lange afstanden. De bussen van TEC worden hiervoor gestald in de stelplaatsen van Baulers en Jodoigne. Voorheen stonden de bussen ook in de stelplaats van Nijvel, maar nadat deze stelplaats in 2008 ging sluiten werden de bussen overgeplaatst naar de nieuwe stelplaats in Baulers. Incidenteel werden ook weleens gewone streekbussen op het netwerk ingezet, zoals enkele Van Hool A600 bussen. De bussen waren herkenbaar aan het rode bord of sticker met de tekst Rapido Bus wat ze op de voorkant dragen (meestal achter de voorruit). Dit bord kan afgedekt worden of worden weggehaald als de bussen op andere lijnen rijden.

### Wagenpark TEC
De volgende bussen deden anno 2019 dienst bij TEC op het netwerk van Rapido Bus.
| Serie                      | Aantal | Fabrikant  | Type   | Opmerking |
| -------------------------- | ------ | ---------- | ------ | --- |
| 6.301-6.313                | 13     | Irisbus    | Arway  | |
| 6.314-6.318                | 5      | Volvo      | 8900   | |
| 6.670                      | 1      | Irisbus    | Ares   | Tweedehands bus                                                                                               |
| 6701 6.711-6.715 6720-6721 | 8      | Jonckheere | S2000T | Bussen kregen speciaal een carconfiguratie ingebouwd. Reden ook weleens op gewone streeklijnen. Buiten dienst |

### Wagenpark Autobus Naway
De volgende bussen deden anno 2019 dienst bij Autobus Naway op het netwerk van Rapido Bus. Deze bussen rijden onder de contractnummer 6103.
| Serie                       | Aantal | Fabrikant | Type        | Opmerking |
| --------------------------- | ------ | --------- | ----------- | --- |
| 610347-610348 610357-610366 | 12     | Iveco Bus | Crossway LE | Rijden ook weleens op andere streeklijnen uit het contract 610347-610348 droegen vanaf augustus 2017 tot augustus 2019 nummers 960122-960123 |

### Wagenpark Ets. Picavet et Cie
De volgende bussen doen anno 2019 dienst bij Ets. Picavet et Cie op het netwerk van Rapido Bus. Deze bussen rijden onder de contractnummer 6104.
| Serie                | Aantal | Fabrikant              | Type          | Opmerking                                                   |
| -------------------- | ------ | ---------------------- | ------------- | ----------------------------------------------------------- |
| 610403               | 1      | MAN                    | Lion's City G |                                                             |
| 610409               | 1      | Mercedes-Benz (Evobus) | Citaro G C2   |                                                             |
| 964337 966138        | 2      | Mercedes-Benz (Evobus) | Integro II    |                                                             |
| 966104 966106 966109 | 2      | Mercedes-Benz (Evobus) | Citaro G C2   | 966104 en 966106 zijn verkocht aan Cie des Autobus Liégeois |
| 966139               | 1      | Mercedes-Benz (Evobus) | Citaro G II   |                                                             |
| 966188               | 1      | Mercedes-Benz          | O405          | Buiten dienst                                               |

### Wagenpark Ets. Fr. Cardona et Deltenre
De volgende bussen deden anno 2019 dienst bij Ets. Fr. Cardona et Deltenre op het netwerk van Rapido Bus. Deze bussen reden onder de contractnummer 9052.
| Serie  | Aantal | Fabrikant  | Type        | Opmerking                                           |
| ------ | ------ | ---------- | ----------- | --------------------------------------------------- |
| 905179 | 1      | Van Hool   | Linea       |                                                     |
| 905224 | 1      | Neoplan    | Transliner  | Voormalig Postauto Zwitserland                      |
| 905227 | 1      | Jonckheere | Transit     |                                                     |
| 905249 | 1      | Fast       | Syter       |                                                     |
| 905294 | 1      | Irisbus    | Crossway    | Voormalig Autobus de Genval 961363                  |
| 905370 | 1      | Iveco Bus  | Crossway LE |                                                     |
| 905380 | 1      | Van Hool   | Linea       | Droeg administratief nummer 905280 Voormalig 905180 |

## Lijnoverzicht
Anno 2019 waren er zes buslijnen die rijden op Rapido Bus. Hieronder een tabel met de lijnen die overdag reden. Op de website van TEC stonden de lijnen vermeld als 1 tot en met 6, maar op vertrekstaten en bushalteborden stond een R voor de cijfers.
| Lijn | Traject                                               | Frequentie | Via                                                                                  | Opmerking                                                                                           |
| ---- | ----------------------------------------------------- | ---------- | ------------------------------------------------------------------------------------ | --------------------------------------------------------------------------------------------------- |
| R1   | Jodoigne - Louvain-la-Neuve - Ottignies               | 20’ - 60’  | Opgeldenaken, Jauchelette, Glimes, Thorembais-les-Béguines en Thorembais-Saint-Trond | Snelbus                                                                                             |
| R2   | Tubeke - Nijvel                                       | 40’ - 120’ | Klabbeek, Kasteelbrakel, Haut-Ittre en Bois-Seigneur-Isaac                           | |
| R3   | Louvain-la-Neuve - Ottignies - Eigenbrakel - Waterloo | 20’ - 60’  | Céroux-Mousty, Lasne, Ohain en Waterloo                                              | Op sommige slagen wordt er rechtstreeks gereden tussen Louvain-la-Neuve en Eigenbrakel via Waterloo |
| R4   | Nijvel - Louvain-la-Neuve                             | 5’ - 70’   | Genepiën en Court-Saint-Étienne                                                      | Snelbus                                                                                             |
| R5   | Geldenaken - Tienen                                   | 60’        | Zittert-Lummen en Hoegaarden                                                         | Enige Rapido Buslijn die over de taalgrens gaat. Spitsbus                                           |
| R6   | Mille - Graven - Louvain-la-Neuve                     | 60’ - 150’ | Deurne, Hamme-Mille, Bossut-Gottechain, Dion-le-Val en Waver                         | Een aantal slagen in de richting van Louvain-la-Neuve beginnen in Deurne                            |